# Brüggenhütte
Brüggenhütte is een wandelpark gelegen in het zuidwesten van Dinxperlo in de Nederlandse provincie Gelderland, tussen het industrieterrein "de Rietstap" en de Duitse grens. Het natuur- en waterpark Brüggenhütte is een voormalige vuilstort en is vernoemd naar het naastgelegen hotel-restaurant, dat op Duits grondgebied ligt.
De voormalige vuilstortplaats is omgevormd tot een heuvelachtig natuurgebied. De sanering werd in 2012 voltooid, de opening vond plaats in 2014. De naastliggende watertuin met veel waterpartijen vormt een aaneengesloten gebied en staat middels een bruggetje in verbinding met het wandelpark. De watertuin en parkaanleg werd in een samenwerking tussen de gemeente Aalten en het waterschap Rijn en IJssel tot stand gebracht.

## Foto's

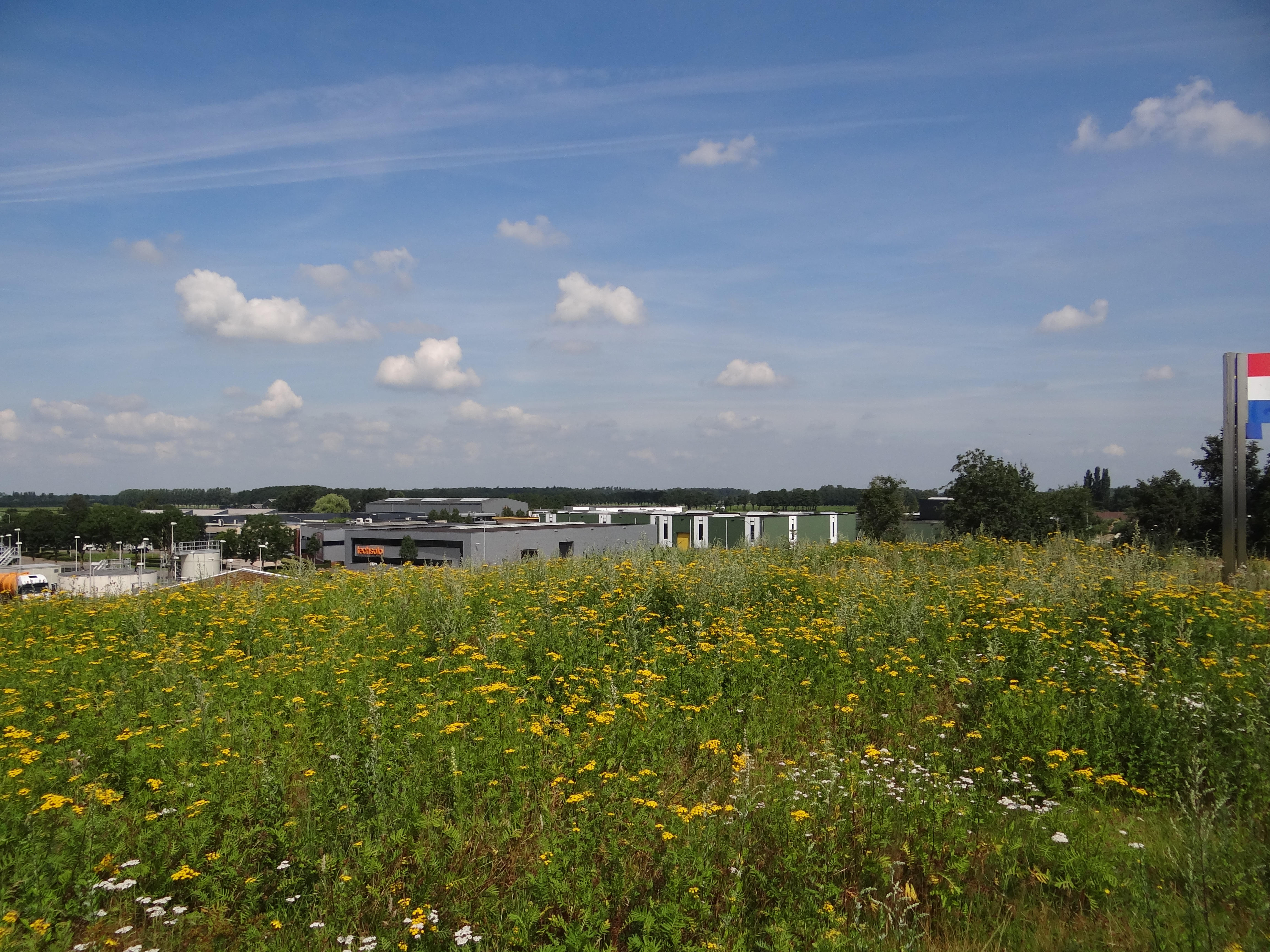
Uitzicht over de rioolwaterzuivering
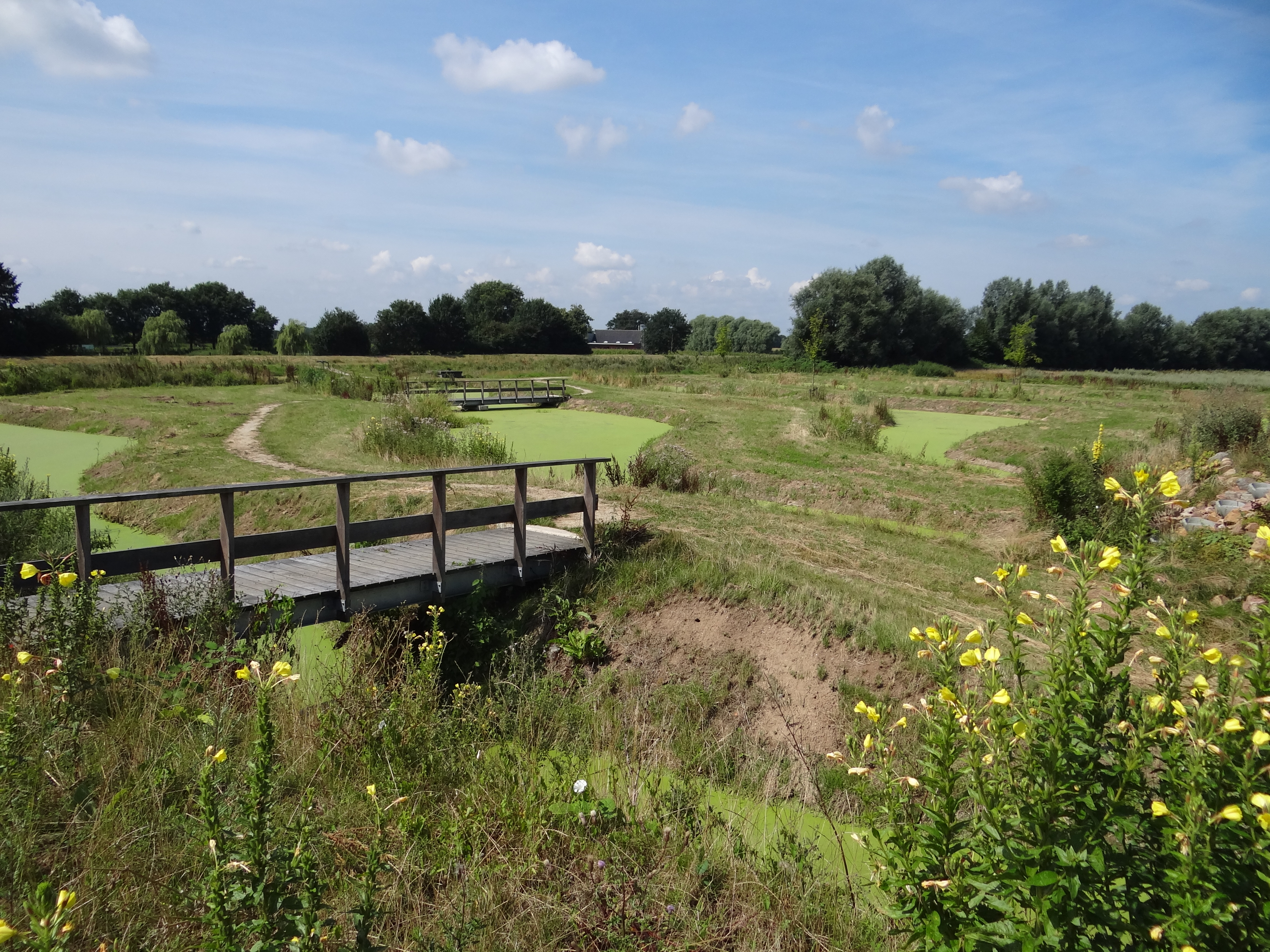
Naastgelegen watertuin
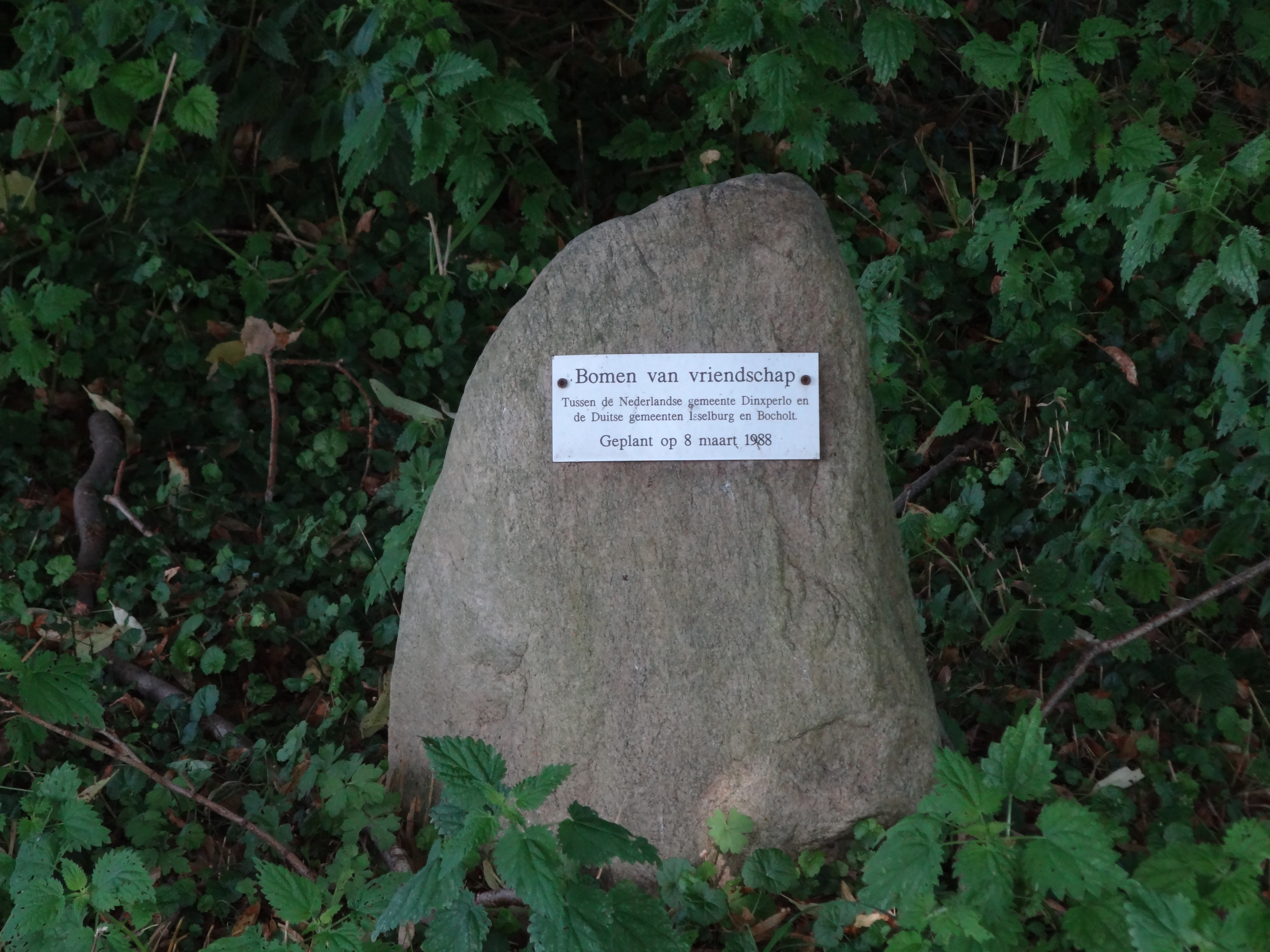
Vriendschapsbomen
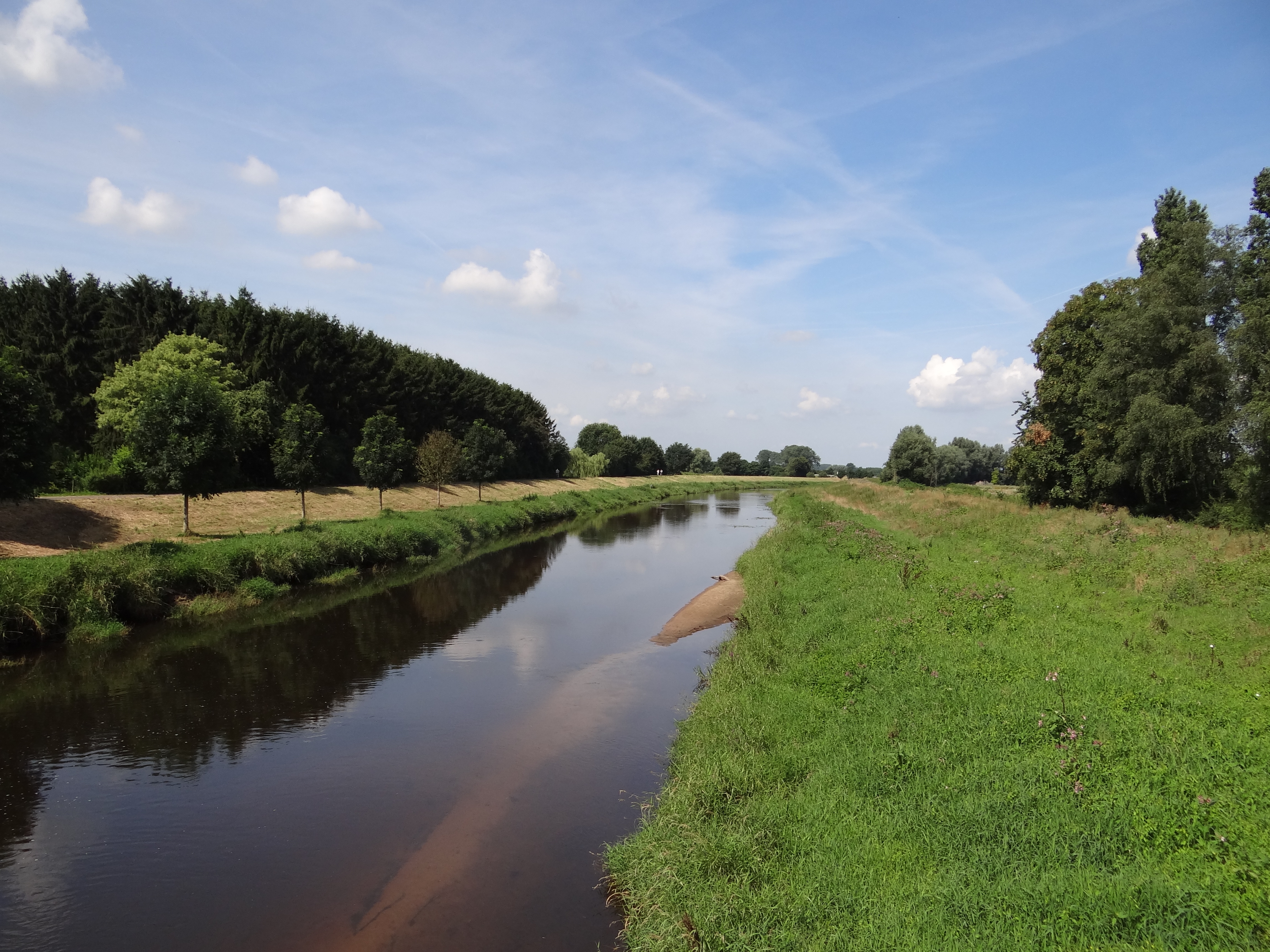
Aa-strang